# ラティボル1世 (ポメラニア公)

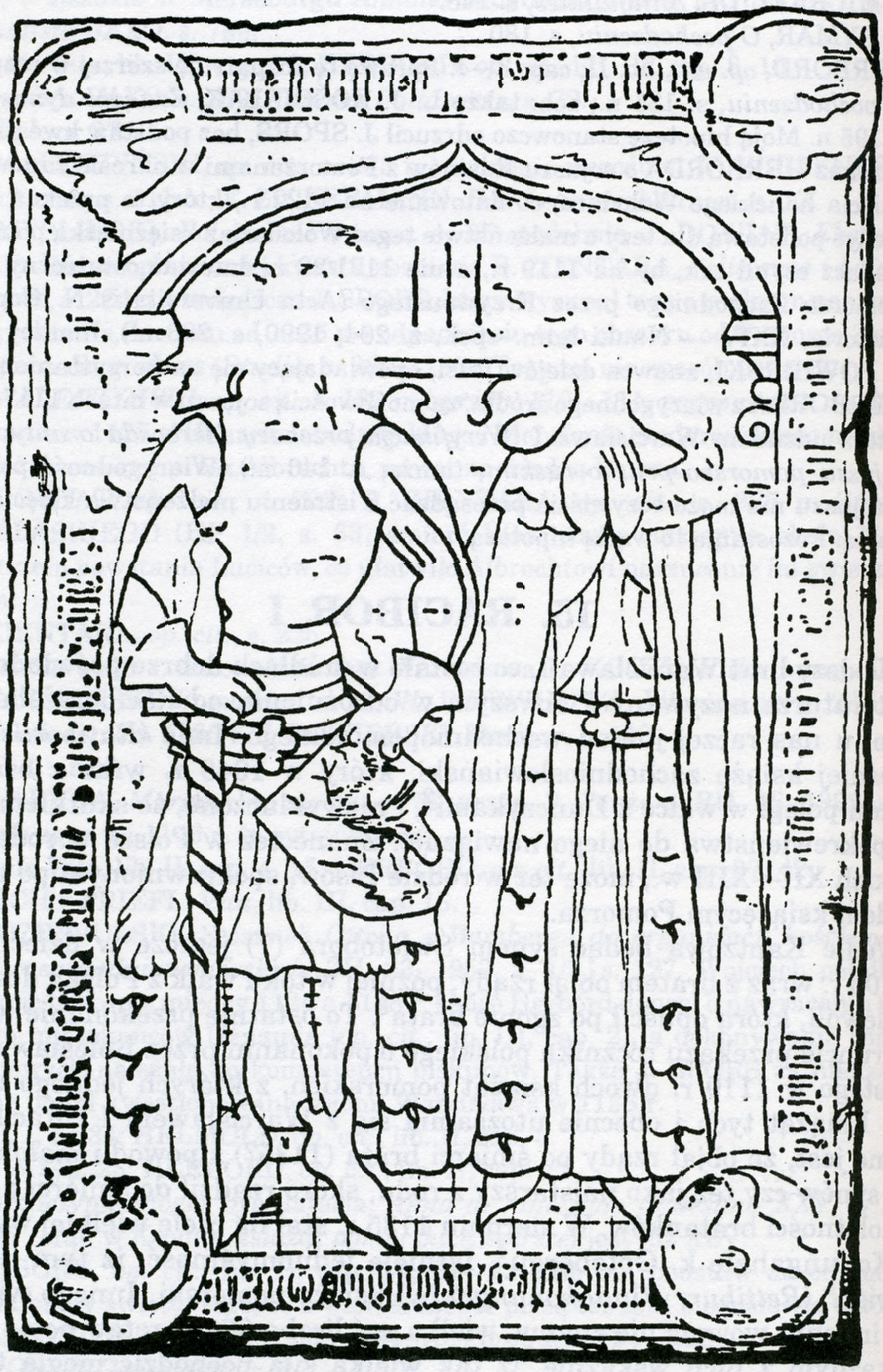
ラティボル1世と妃プリブィスラヴァの墓石（1370年ごろ、ウーゼドム島の教会）

ラティボル1世（ドイツ語：Ratibor I., 1110年ごろ - 1155/6年5月7日）またはラシボル1世（ポーランド語：Racibor I）は、ポメラニア公（在位：1135年 - 1156年）。ヴァルティスラフ1世の弟。

## 生涯
ラティボル1世は当初カミエンに居を構え、デンマーク、スウェーデンおよびノルウェーを訪れた。1135年に兄ヴァルティスラフ1世が死去した後に、公領を継承した。ラティボルはポメラニア公であっただけでなくスワヴノ公でもあり、スワブノ公家の始祖であると考えられてきたが、近年ではこれを否定する説も出されている。
ラティボルはポメラニア公領を手に入れた後も、スカンディナビアへの略奪のため遠征軍を組織し続けた。同年、ラティボル1世はリューゲン島へ向かうデンマーク艦隊を破り、報復として当時のデンマークの首都ロスキレを破壊した。このことは、当時のスカンディナヴィアの年代記である『Annales Nestredienses』および『Annales Sorami』に記されている。ラティボルの最も重要な遠征の1つは1135年のもので、そのときラティボルと甥のドゥニミスルはコヌンガヘラの街を略奪した。
ラティボルはキリスト教信仰の擁護者であり推進者であった。その治世中に、バルトおよびグリンメンに教会が建てられ、スウピエとグローベに修道院が創建された。1128年からヴォルガストに司教区を置いたポメラニア司教区の境界も確立され、初の正統でない司教アダルベルトが任命された（1140年10月14日）。司教領は西のレクニツァから東のウェバ川までの地であり、城主たちから寄付されたもの、あるいは彼らの収入の一部からなっていた。
ラティボルはグロビャのプレモントル会修道院に埋葬された。ラティボルの死後、兄ヴァルティスラフ1世の息子であるボギスラフ1世およびカジミール1世が公領の統治を継承した。

## 結婚と子女
ラティボル1世はプリブィスラヴァと結婚した。プリブィスラヴァはおそらくヴォルィーニ公ヤロスラフ・スヴャトポルコヴィチの娘とみられ、1155/6年以降に死去した。この結婚で2子が生まれた。
- マルガレーテ（1142/5年 - 1197/8年以前） - ラッツェブルク伯ベルンハルト1世と結婚
- スヴァントポルク（1197/8年以前没） - ポメラニア公?[16]、スワヴノ＝スウプスク公

古い資料には、ラティボルの子として上記の2子のほかにヴァルティスラフ（2世）、ボギスラフ3世、バルトロメウ、スヴァントポルクの娘たちおよびドブロスラヴァの名が見られる。